# Jerzy (Stránský)
Jerzy, imię świeckie Rudolf Jiří Stránský (ur. 19 października 1979 w Jesioniku) – czeski duchowny prawosławny.

## Życiorys
Jest absolwentem Uniwersytetu Karola w Pradze na kierunkach turkologia oraz anglistyka-amerykanistyka. Służył również w różnych cerkwiach jako hipodiakon. Święcenia diakońskie przyjął 14 marca 2004 z rąk arcybiskupa ołomuniecko-brneńskiego Symeona. Rok później w hezychasterii Świętych Cyryla i Metodego w Salonikach złożył śluby mnisze w riasofor. Na kapłana wyświęcił go 2 lutego 2005 metropolita salonicki Antym. W tym samym roku otrzymał godność archimandryty. Wieczyste śluby mnisze złożył w klasztorze Kykkos przed metropolitą Morfu Neofitem.
W 2007 ukończył studia teologiczne na Akademii Duchownej Świętych Cyryla i Metodego w Użhorodzie.
Od 2007 służy na Słowacji, w eparchii michałowskiej. 30 września tegoż roku przyjął chirotonię biskupią w soborze Świętych Cyryla i Metodego w Michalovcach i został ordynariuszem tejże administratury. W 2009, w związku ze zmianą nazwy eparchii, przybrał tytuł biskupa michałowsko-koszyckiego, a następnie otrzymał godność arcybiskupią.
Jest autorem przekładów tekstów teologicznych z języka angielskiego. Włada również językami greckim, tureckim oraz rosyjskim.